# 10e régiment de grenadiers « roi Frédéric-Guillaume II » (1er régiment d'infanterie silésien)
Pour les articles homonymes, voir 10e régiment.
Le 10e régiment de grenadiers « roi Frédéric-Guillaume II » (1er régiment d'infanterie silésien) est une unité d'infanterie de l'armée prussienne.

## Histoire
L'unité est créée le 21 novembre 1808 (jour de la fondation) par le roi Frédéric-Guillaume II sous le nom de 10e régiment d'infanterie (1er régiment d'infanterie silésien) et est rebaptisée le 1er juillet 1860 10e régiment de grenadiers (1er régiment d'infanterie silésien). Le 27 janvier 1889, il est nommé d'après le roi Frédéric-Guillaume II et prend le nom de 10e régiment de grenadiers « roi Frédéric-Guillaume II » (1er régiment d'infanterie silésien).

### Guerre des Duchés
Le 18 avril 1864, pendant la guerre contre le Danemark, le régiment participe à la bataille de Süderballig (de). À cette occasion, le lieutenant von Montowt, avec une section de la 5e compagnie et les fourriers du bataillon de fusiliers, a pu empêcher le débarquement de l'équipage d'un navire de guerre danois et de deux navires d'escorte qui sont déjà en train de débarquer. Le régiment reste jusqu'à la fin de l'automne avec l'équipage dans le Jutland et fait son entrée solennelle à Berlin le 20 décembre 1864.

### Guerre austro-prussienne
Le 6 mai 1866, le régiment se mobilise à l'occasion de la guerre contre l'Autriche et franchit la frontière autrichienne le 28 juin au sein de la 2e armée sous le commandement du prince héritier Frédéric-Guillaume. Après la bataille de Zuckmantel, le régiment a pu faire ses preuves particulièrement bien dans la bataille de Sadowa. Il s'empare de 16 pièces d'artillerie ennemies, mais subit des pertes de cinq officiers et de 175 hommes. Les troupes ennemies sont ensuite poursuivies jusqu'en Moravie et jusqu'à Vienne. Le régiment reste ensuite dans l'occupation de l'Autriche-Silésie jusqu'à la fin de l'automne.

### Guerre franco-prussienne
Au début de la guerre contre la France, le régiment se mobilise le 13 juillet 1870 et rejoint la 3e armée sous le commandement du prince héritier Frédéric-Guillaume. Il participe tout d'abord au bombardement de Phalsbourg le 14 août et est impliqué dans le siège de Paris du 19 septembre 1870 au 28 janvier 1871. Elle occupe le secteur de Choisy-le-Roi jusqu'à Bourg-la-Reine. Pendant cette période, la formation participe le 30 septembre à la bataille de Chevilly et le 30 novembre 1870 à Champigny. Le 1er mars 1871, le régiment participe à l'entrée dans Paris et les drapeaux reçoivent la croix de fer comme distinction. Après une période dans l'armée d'occupation en France, le régiment retourne en garnison à Breslau le 3 novembre 1871.

### Première Guerre mondiale
Le 17 août 1914, le régiment est incorporé dans la Première Guerre mondiale sous la 21e brigade d'infanterie, 11e division d'infanterie, 6e corps d'armée dans la grande formation de la 4e armée.

### Après-guerre
Après l'armistice de Compiègne, le régiment évacue la zone occupée à partir du 12 novembre et est rentré en Allemagne jusqu'au 4 décembre 1918. Après une courte démobilisation à Schweidnitz, le régiment est à nouveau mobilisé le 7 décembre et affecté à la 11e division dans la Garde-frontière sud. Au milieu du mois, les troupes se déplacent dans la région de Frankenstein, se tiennent prêtes à protéger Breslau du 9 au 22 janvier 1919 et sont ensuite engagées dans la protection des frontières dans la région de Militsch (de). Le 21 juin 1919, le régiment est dissous et les restes sont transférés comme 2e bataillon dans le 12e régiment d'infanterie de la Reichswehr.
Dans la Reichswehr, la tradition est reprise par un décret du 24 août 1921 du commandement général de l'armée de l'infanterie Hans von Seeckt, par les 14e et 15e compagnies du 7e régiment (prussien) d'infanterie. Dans la Wehrmacht, l'état-major du régiment, le 1er et le 3e bataillon ainsi que les 13e et 14e compagnies du 7e régiment d'infanterie perpétuent la tradition.

## Chefs de régiment
| Grade                  | Nom                                          | Date                              |
| ---------------------- | -------------------------------------------- | --------------------------------- |
| General der Infanterie | Karl Georg Albrecht Ernst von Hake           | 17 septembre 1817 au 19 août 1835 |
| Generalleutnant        | Karl Christian von Weyrach                   | 20 avril au 4 octobre 1849        |
| General der Infanterie | Karl Friedrich David von Lindheim            | 18 septembre 1858 au 5 août 1862  |
| General der Infanterie | Heinrich Adolf von Zastrow                   | 16 août 1871 au 12 août 1875      |
| Generalfeldmarschall   | Bernard III de Saxe-Meiningen-Hildburghausen | 5 décembre 1912 au 21 juin 1919   |

## Commandants
| Grade                 | Nom                                       | Date                                                     |
| --------------------- | ----------------------------------------- | -------------------------------------------------------- |
| Major                 | Friedrich Wilhelm Leopold von Gaudi (de)  | 21 novembre 1808 au 7 avril 1809                         |
| Oberstleutnant        | Eberhard Herwarth von Bittenfeld l'Ancien | 7 avril 1809 au 23 mars 1811                             |
| Major                 | Konrad von Carnall (de)                   | 23 mars 1811 au 27 décembre 1813                         |
| Oberstleutnant        | Georg Wilhelm von Lettow (de)             | 27 décembre 1813 au 14 mai 1815                          |
| Major                 | Georg Johann von Capeller                 | 14 mai 1815 au 9 juin 1817                               |
| Oberstleutnant/Oberst | Karl Christian von Weyrach                | 9 juin 1817 au 30 mars 1826                              |
| Oberstleutnant/Oberst | Gustav Adolf von Strantz (de)             | 30 mars 1826 au 30 mars 1832                             |
| Oberst                | Tido von Hagen (de)                       | 30 mars 1832 au 30 mars 1838                             |
| Oberst                | Karl Friedrich von Blumen (de)            | 30 mars 1838 au 25 mars 1841                             |
| Oberstleutnant        | Leopold Otto von Niesewand (de)           | 25 mars 1841 au 7 avril 1842                             |
| Oberstleutnant/Oberst | Friedrich Wilhelm von Hobe (de)           | 7 avril 1842 au 16 avril 1848                            |
| Oberst                | Wilhelm Kunckel von Löwenstern            | 16 avril 1848 au 19 avril 1851                           |
| Oberst                | Albert von Kortzfleisch (de)              | 19 avril 1851 au 10 mai 1855                             |
| Oberstleutnant/Oberst | Adolf von Natzmer (de)                    | 10 mai 1855 au 22 mai 1858                               |
| Oberst                | Eduard von Montowt                        | 22 mai 1858 au 8 février 1859                            |
| Oberst                | Julius von Roeder                         | 17 février 1859 au 10 mars 1863                          |
| Oberstleutnant/Oberst | Rudolf von Falkenstein (de)               | 10 mars 1863 au 5 novembre 1866                          |
| Oberst                | Gustav von Weller                         | 5 novembre 1866 au 4 novembre 1871                       |
| Oberst                | Maximilian von Blumenthal                 | 4 novembre 1871 au 4 août 1874                           |
| Oberst                | Friedrich von Gallwitz-Dreyling (de)      | 4 août 1874 au 18 octobre 1880                           |
| Oberst                | Karl von Prittwitz und Gaffron            | 18 octobre 1880 au 11 mars 1881 (chargé de la direction) |
| Oberst                | Karl von Prittwitz und Gaffron            | 12 mars 1881 au 14 avril 1886                            |
| Oberstleutnant        | Eggert Ludwig von Estorff (de)            | 15 avril au 31 mai 1886 (chargé de la direction)         |
| Oberst                | Eggert Ludwig von Estorff                 | 1er juin 1886 au 12 décembre 1888                        |
| Oberst                | Friedrich von Bardeleben                  | 13 décembre 1888 au 23 mars 1890                         |
| Oberst                | Adalbert von Oesfeld                      | 24 mars 1890 au 18 juin 1892                             |
| Oberst                | Bernhard von Oesterreich                  | 18 juin 1892 au 16 juin 1896                             |
| Oberst                | Oskar von Keber                           | 16 juin 1896 au 3 décembre 1896                          |
| Oberst                | Adolf von Wagenhoff                       | 17 décembre 1896 au 9 septembre 1898                     |
| Oberst                | Walther von Wrochem                       | 10 septembre 1898 au 21 avril 1902                       |
| Oberst                | Guido von Matuschka (de)                  | 22 avril 1902 au 17 avril 1903                           |
| Oberst                | Walter von Specht (de)                    | 18 avril 1903 au 14 novembre 1904                        |
| Oberstleutnant/Oberst | Lothar Heinzel                            | 15 novembre 1904 au 16 décembre 1908                     |
| Oberst                | Georg Wichura                             | 17 décembre 1908 au 18 février 1910                      |
| Oberst                | Peter von Blankensee                      | 19 février 1910 au 4 mars 1913                           |
| Oberst                | August von Geyso                          | 5 mars 1913 au 6 novembre 1914                           |
| Major/Oberstleutnant  | Wilhelm von Schütz                        | 7 novembre 1914 au 2 octobre 1915                        |
| Major                 | Friedrich von der Goltz                   | 3 octobre 1915 au 1er août 1916                          |
| Major                 | Eugen von Natzmer                         | 2 août au 30 décembre 1916                               |
| Major                 | William von Fumetti                       | 31 décembre 1916 au 11 juin 1918                         |
| Major                 | Rudolph von Pressentin                    | 12 juin 1918 au 9 janvier 1919                           |
| Oberst                | Wilhelm von Schütz                        | 10 janvier au 21 juin 1919                               |

## Uniforme
Le col et le numéro régimentaire des uniformes sont rouges, les revers sont jaunes, le rabat est bleu foncé et l'épaulette est blanche.